# سلام (روزنامه)
روزنامهٔ سَلام، اولین روزنامهٔ منتقد بر حاکمیت بعد از درگذشت روح‌الله خمینی بود که در ۲۰ بهمن ۱۳۶۹ با انتشار اولین پیش‌شماره آغاز به کار کرد تا این‌که در ۱۵ تیر ۱۳۷۸ برای ۵ سال توقیف شد. مدیر مسئول آن سید محمد موسوی خوئینی‌ها و سردبیر آن عباس عبدی بود.
بعد از پایان دوران توقیف، گفته می‌شود که مجمع روحانیون مبارز احتمالاً فصلنامه‌ای با همین نام چاپ کند.

## آغاز فعالیت
پس از درگذشت روح‌الله خمینی، محافظه‌کاران به رهبری سید علی خامنه‌ای اعلام کردند که نظارت شورای نگهبان بر انتخابات، عام و استصوابی و شامل تمام مراحل از جمله تأیید صلاحیت شرکت‌کنندگان است. در اولین انتخابات پس از درگذشت روح‌الله خمینی، عدهٔ کثیری از نامزدهای جناح چپ جمهوری اسلامی (مجمع روحانیون مبارز، سازمان مجاهدین انقلاب اسلامی ایران، خانهٔ کارگر و تشکل‌های همسو) رد صلاحیت شدند. اعتراضات به این اقدام شورای نگهبان بی‌اثر بود.
سه نفر از رهبران مجمع روحانیون که مشمول رد صلاحیت‌ها نشده بودند در اعتراض به این وضع از انتخابات کناره‌گیری کردند: موسوی خوئینی‌ها (از رهبران دانشجویان در جریان گروگان‌گیری سفارت ایالات متحده آمریکا در تهران که از سوی خمینی به شغل‌های مهم و کلیدی گمارده شده بود)، محمدرضا توسلی رئیس دفتر خمینی و عبایی خراسانی امام جمعهٔ مشهد. اما روزنامه‌ها از چاپ بیانیهٔ انصراف آنان نیز خودداری کردند. بدین ترتیب مجمع روحانیون مبارز مصمم به انتشار روزنامه‌ای شد که سلام نام گرفت و به عنوان تریبون جناح چپ فعالیت کرد.

### نخستین شورای سردبیری
نخستین اعضای شورای سردبیری سلام که در پیش‌شماره‌های اولیهٔ سلام تعیین شدند:
- عبدالواحد موسوی لاری
- ابراهیم اصغرزاده
- عباس عبدی

### نخستین دبیران تحریریه
نخستین تحریرهٔ سلام شامل ۱۱ سرویس بود و دبیران آن به شرح زیر بودند:
- ابراهیم اصغرزاده دبیر سرویس سیاسی داخلی
- وفا تابش دبیر سرویس سیاسی خارجی
- سید محمد رضوی یزدی دبیر سرویس معارف اسلامی
- عباس عبدی دبیر سرویس اقتصادی
- بهروز صحابه تبریزی دبیر سرویس ورزشی
- بابک داد دبیر سرویس خبر (سیاسی، پارلمانی)
- مسعود مظفری دبیر سرویس اجتماعی
- محمد مهدی حیدریان دبیر سرویس فرهنگی هنری
- سید محمود حسینی دبیر سرویس علمی پژوهشی
- اکبر اعلمی دبیر سرویس گزارش
- محمدابراهیم انصاری لاری دبیر صفحهٔ حقوقی
- عیسی ولایی بخش شهرستان‌ها (مدیریت بر سرپرستی‌ها، خبرنگاران و توزیع)
- میرعلی نگارنده بخش شهرستان‌ها
- جعفر گلابی بخش ستون الو سلام (ارتباطات مردمی)

## دستگیری عبدی و احتمال توقیف
عباس عبدی سردبیر روزنامه در سال ۱۳۷۳ دستگیر و نزدیک بهٔ کسال را در بازداشت وزارت اطلاعات بود. روزنامه نیز با تجمع و تهدید روزانهٔ انصار حزب‌الله در آستانهٔ توقیف قرار داشت که با مخالفت محمد خاتمی (وزیر وقت فرهنگ و ارشاد) و حضور وی در تحریریهٔ روزنامه از توقیف جلوگیری شد.

## انتشار سند محرمانه و واقعهٔ ۱۸ تیر و توقیف
- از مهم‌ترین مطالب روزنامهٔ سلام، افشای اختلاس ۱۲۳ میلیارد تومانی مرتضی رفیق‌دوست بود.[۵][۶][۷][۸][۹]
- این روزنامه در ۱۵ تیر ۱۳۷۸ به جرم چاپ سند محرمانه و با شکایت وزارت اطلاعات توسط دادگاه ویژه روحانیت به مدت ۵ سال توقیف شد.[نیازمند منبع]

نامهٔ منتشر شده به تاریخ ۱۶ مهر ۱۳۷۷ از طرف سعید امامی (اسلامی) از مشاورین وقت وزارت اطلاعات و معاون امنیتی وزارت اطلاعات در زمان تصدی علی فلاحیان، به قربانعلی دری نجف‌آبادی وزیر اطلاعات نوشته شده‌است. در این نامه او از وضع فرهنگی کشور ابراز نگرانی کرده و خواستار محدودیت‌هایی برای اهل قلم جهت ساماندهی و کنترل فضای فرهنگی کشور شده‌است. او همچنین با ذکر نام چند نویسنده از جمله محمد مختاری (از قربانیان قتل‌های زنجیره‌ای) آنان را به ایجاد مشکلات امنیتی متهم کرده‌است و اعلام کرده تا ترتیبی اتخاذ شود که نویسندگان، مترجمان و گزارشگران مطبوعات، پیرامون نوشته‌های خود پاسخگو باشند. هر چند علی یونسی وزیر وقت اطلاعات روز بعد از انتشار نامه در مصاحبه‌ای اعلام کرد «نامه، مربوط به سعید امامی نبوده بلکه از حوزهٔ مشاورین وزیر، خطاب به وزیر ارسال شده و موضوع نامه نیز مربوط به اصلاح قانون مطبوعات نیست». با توجه به این گفته‌ها و این‌که تصویری از نامهٔ مذکور موجود نیست، این گمانه‌زنی مطرح می‌شود که نامه نه مستقیماً از طرف سعید امامی که از طرف حوزهٔ مشاورین وزارت اطلاعات (که سعید امامی نیز عضو آن بوده) به وزیر اطلاعات نوشته شده‌است. وزارت اطلاعات هیچ‌گاه محرمانه بودن نامه را تکذیب نکرد اما یونسی اظهار داشته‌است که روزنامهٔ سلام با حذف صدر و ذیل نامه از آن استفادهٔ ابزاری و جناحی کرده‌است. هر چند روزنامهٔ کیهان این سند را جعلی خوانده‌است.
در همین راستا عباس عبدی عضو شورای سردبیری روزنامهٔ سلام، در پاسخ به محرمانه بودن نامهٔ منتشر شده آن را دست‌نویس به خط سعید امامی و فاقد هرگونه مهر محرمانه دانسته و اظهار داشته به هیچ وجه افشای اسرار محرمانه نبوده‌است و اضافه کرده احتمالاً دو نامه باید وجود داشته باشد؛ یکی دست‌نویس که ما چاپ کرده‌ایم و دیگری تایپی که احتمالاً کامل‌تر بوده‌است. همچنین در این مورد که وزارت اطلاعات نامه را منسوب به حوزهٔ مشاورین دانسته و نه سعید امامی گفته‌است «سعید امامی در حوزهٔ مشاورین کار می‌کرده و نامه به خط وی بوده‌است».
این نامه چندی بعد از مرگ مشکوک سعید امامی (به تاریخ ۲۹ خرداد همان سال) انتشار یافت. گمان می‌رود این نامه نیز در کند و کاش‌های اسناد مربوط به سعید امامی به دست تحریریهٔ روزنامه رسیده باشد. مدعیان جعلی بودن این نامه پیوند زدن طرح قانون اصلاح مطبوعات با قتل‌های زنجیره‌ای را پروژهٔ براندازی نظام عنوان کرده‌اند. در هر صورت موضوع قانون اصلاح مطبوعات و نقش سعید امامی در آن (هر چند اثبات نشده) که عامل اصلی قتل‌های زنجیره‌ای معرفی شده بود به توقیف روزنامهٔ سلام انجامید و واقعهٔ ۱۸ تیر را رقم زد.
- پس از توقیف روزنامهٔ سلام، موسوی خوئینی‌ها مدیر مسئول آن، در قالب گفت‌وگویی تفصیلی با بابک داد از اعضای اولیهٔ تحریریه و دومین دبیر سرویس سیاسی سلام، ناگفتنی‌های توقیف این روزنامه را تشریح کرد که در بهار ۱۳۷۹ در قالب کتاب آخرین سلام[۱۴] منتشر شد.

## دادگاه

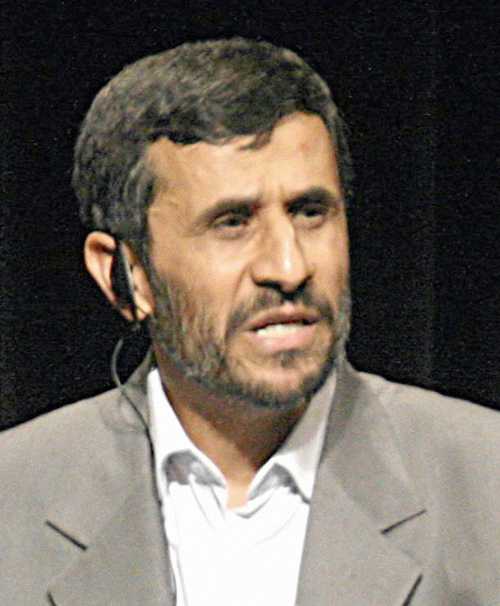
محمود احمدی‌نژاد یکی از شاکیان روزنامهٔ سلام بود.

در جریان محاکمهٔ سلام به جز مدعی‌العموم ۴ شاکی دیگر نیز حضور داشتند: محمود احمدی‌نژاد (استاندار اردبیل در دولت هاشمی رفسنجانی که بعدها رئیس دولت‌های نهم و دهم شد)، کامران دانشجو (که بعدها استاندار تهران و وزیر علوم در دولت دوم احمدی‌نژاد شد)، مهدی‌رضا درویش‌زاده (نمایندهٔ مردم دزفول در مجلس پنجم) و حمیدرضا ترقی (عضو ارشد مؤتلفه و نمایندهٔ مشهد در مجلس پنجم).